# Комратов, Владимир Николаевич
Владимир Николаевич Комратов ( 4 ноября 1934 — 27 сентября 2023) — советский и российский актёр театра и кино, театральный педагог, заслуженный артист РСФСР.

## Биография
Владимир Комратов родился 4 ноября 1934 года. В 1956—1960 годах учился в Школе-студии МХАТ (курс П. В. Массальского), где вместе с ним учились Валентин Никулин, Владимир Высоцкий, Геннадий Ялович, Георгий Епифанцев. В 1960—1962 годах играл во МХАТ. Николай Охлопков пригласил его в свой театр и в 1962—1984 годах Комратов служил в Московском театре им. В. Маяковского. 
В 1987 году начал преподавать в ГИТИСе имени А. В. Луначарского, затем в 1990—2001 годах был педагогом в родной Школе-студии им. Вл. И. Немировича-Данченко при МХАТ.
С 1993 года преподавал на кафедре актёрского мастерства в Институте современного искусства, режиссёр-постановщик актёрской студии, поставил 13 спектаклей.
Умер 27 сентября 2023 года на 88-м году жизни.

## Награды
- Лауреат фестивалей «Московская театральная весна-75» и «Московский фестиваль молодёжных спектаклей-78».
- Заслуженный артист РСФСР (25 июня 1984).

## Работы в театре

### Московский театр им. Маяковского
- «Чайка» А. П. Чехова — Тригорин
- «Три сестры» А. П. Чехова — Тузенбах
- «На дне» М. Горького — Актёр
- «Тартюф» Мольера — Клеонт
- «Я, бабушка, Илико и Илларион» Н. Думбадзе — Илико
- «Гамлет» У. Шекспира — Гамлет
- «Иркутская история» А. Арбузова — Сергей
- «Конец книги шестой» Ежи Брошкевича — Рэтик
- «Несколько дней из жизни Мартина Гроу» Г. Боровика — Губернатор
- «Человек из Ламанчи» Д. Вассермана и Д. Дерриона — Карраско

## Фильмография
1. 1968 — Ещё раз про любовь — Владик, коллега и друг Евдокимова
2. 1969 — Христиане — присяжный заседатель
3. 1977 — Хождение по мукам (2-я серия) — полковник (как В. Камратов)
4. 1979 — Интервью в Буэнос-Айресе — генерал Хименес, шеф пропаганды
5. 1984 — Закон зимовки — Сапрыка, завхоз
6. 1985 — Следствие ведут ЗнаТоКи. Полуденный вор — завмаг
7. 1987 — Мегрэ у министра (1-я серия) — Жюльен
8. 2010 — Адвокатессы (фильм № 5 «Погрешности психоанализа») — профессор Кострецкий